# Wapishana

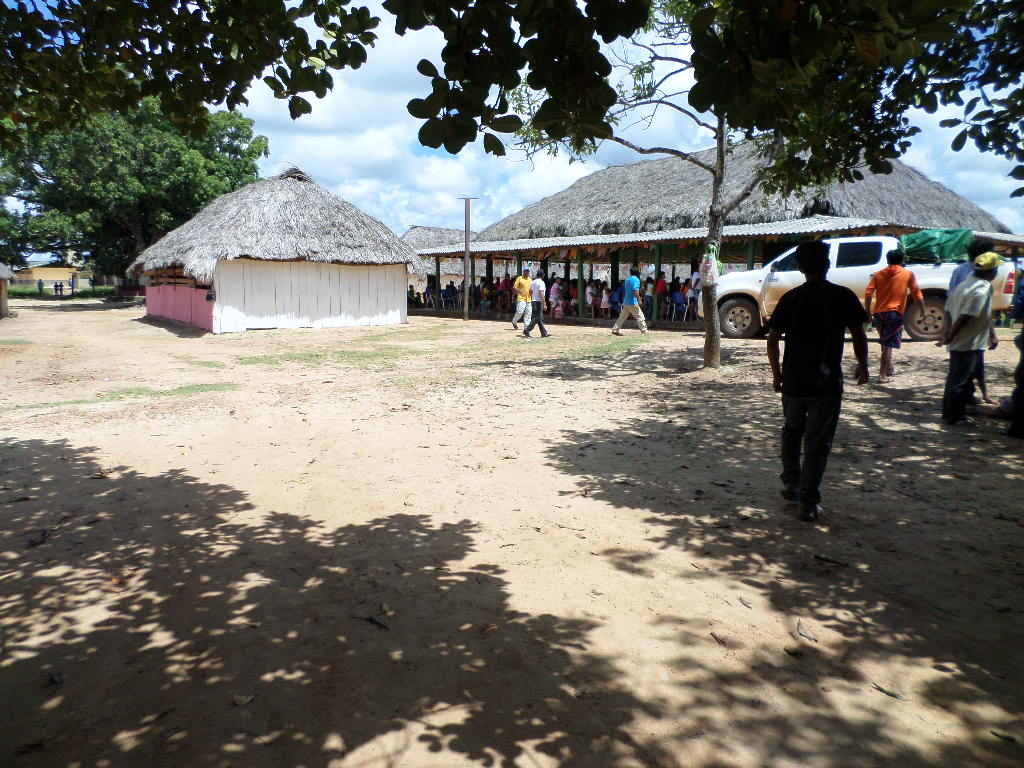
Le village wapishana de Jacamim, commune de Bonfim, état de Roraima.

Les Wapishana (ou Vapidiana) sont des clans de la même famille ethnique que les Arawaks, avec une forte influence de leurs voisins Karib. Des métissages ont été remarqués entre les Wapishana et les colons voisins depuis le début du XXe siècle.

## Présentation
Ils étaient au nombre de 13 467 membres en 1987, dont 5 730 en Guyana et 7 737 au Brésil. Ils partagent leurs réserves avec les Makuxi, ces derniers se retrouvant au Nord et au Nord-Ouest des territoires Wapishina.
Au Brésil, dans l'État du Roraima, ils se rencontrent le long des rios Arraias, Surumu et Quitauau et en Guyana dans la région du haut-Takutu et du haut-Essequibo, répartis en neuf réserves pour neuf communautés en Guyana, et six pour une surface de 157 753 ha au Brésil, où ils partagent quatorze autres réserves avec les Makuxi.
Les zones où ils vivent sont des savanes de terre ferme, des forêts tropicales sèches et humides subcaducifoliées. Leur environnement est fortement dégradé par l'élevage extensif, l'installation de barbelés et l'exploitation diamantifère qui créent des tensions permanentes avec les grands propriétaires terriens qui exploitent les richesses de leur région.